# Raúl Muñoz
 (septembre 2016).
Si vous disposez d'ouvrages ou d'articles de référence ou si vous connaissez des sites web de qualité traitant du thème abordé ici, merci de compléter l'article en donnant les références utiles à sa vérifiabilité et en les liant à la section « Notes et références ».
Raúl Andrés Muñoz Mardones est un footballeur international chilien né le 27 mai 1975 à Curicó. Il évolue au poste de défenseur.

## Biographie

### En club
Raúl Muñoz joue au Chili, en Espagne, en Russie et au Mexique. Il totalise 258 matchs en championnat, pour 19 buts.
Il dispute 23 matchs en Copa Libertadores. Il atteint les demi-finales de cette compétition en 1997 avec l'équipe de Colo-Colo.

### En équipe nationale
Raúl Muñoz reçoit sa première sélection en équipe du Chili le 2 avril 1997, contre le Brésil.
Il participe avec l'équipe du Chili à la Copa América 1997.
Entre 1997 et 2003, il totalise sept sélections en faveur de l'équipe du Chili.

## Palmarès
| Année | Titre                                      | Club               | Pays  |
| 1995  | Vainqueur de la Primera B                  | Santiago Wanderers | Chili |
| 1997  | Vainqueur de la Primera División (clôture) | Colo-Colo          | Chili |
| 1998  | Vainqueur de la Primera División           | Colo-Colo          | Chili |
| 2002  | Vainqueur de la Primera División (clôture) | Colo-Colo          | Chili |